# リンク情報システム
リンク情報システム株式会社（Link Information Systems）は、東京都千代田区に本社を置く情報システム会社である。

## 概要
システム開発会社として、システムのコンサルティングや調査、業務アプリケーションの設計･開発･維持、制御・組込系の設計･開発･維持、システム運用やカスタマーサービス、その他ITソリューションのトータルなサービスを行っている。
また、システム開発会社としては異色なテレビ番組の字幕制作事業も行っている。

## 沿革
- 1977年4月 印刷系子会社として創業 丸紅社と取引開始
- 1979年4月 NHKと取引開始　ビジネスソフトウェア開発とグラフィックサービスを開始
- 1983年4月 親会社から独立し、商号を現社名に変更 NEC航空宇宙システム社と取引開始
- 1985年4月 組込み系ソフトウェア開発開始
- 1987年4月 EWS機導入、UNIX／C言語系の通信制御ソフト開発 丸紅情報システムズ社と取引開始
- 1989年4月 NHKの字幕制作業務開始
- 1996年4月 JAL系航空機部品調達システム受注
- 1998年4月 リンク・マレーシア株式会社（現地法人）設立
- 1999年7月 リンク・アイティ株式会社設立
- 2000年11月 資本金5000万円
- 2001年6月 新サービス「携帯きっちり」開始
- 2002年10月 民放向け字幕制作サービス開始
- 2004年5月 リンク中国エンジニアリング株式会社設立
- 2013年4月 リンク情報システム30周年を迎える 社史リンクウィキを発表[2]。
- 2017年4月 NHKの生字幕（リアルタイム字幕）制作業務開始
- 2017年10月 本社を東京都千代田区一番町に移転
- 2017年10月 情報技術開発株式会社に株式を譲渡、tdiグループとなる

## 創業者
- 加藤 隆 (Takashi's dates are 1929 to 2019.)

## 歴代社長
- 1983年 - 2004年 加藤 隆
- 2005年 - 2007年 菅野 徹
- 2008年 - 2009年 加藤 隆
- 2010年 - 2013年 田中 薫
- 2014年 - 富澤 和美

## 主たる事業
- 各種業務系システム
- 制御・組込みシステム
- システム運用
- カスタマーサポート
- モバイルアプリケーション
- 字幕制作(日本語字幕)

## 事業所
東京都千代田区一番町13-1 新半蔵門ビル

## 認証
- 2002年1月 プライバシーマーク使用許諾事業者」の認定を取得
- 2004年12月 環境マネジメントシステム「ISO14001」の認証を取得
- 2010年4月 情報セキュリティマネジメントシステム「ISO27001」取得
- 2015年3月 環境マネジメントシステム「ISO14001」の認証を返上

## 加盟団体
- 社団法人日本情報システムユーザー協会(JUAS)
- ITA(インフォメーション・テクノロジー・アライアンス)
- 関東NEC　C&Cシステムユーザー会
- 日立ITユーザ会
- 全国文字放送・字幕放送普及推進協議会
- 国際総合研究学会